# Beke Manó
Beke Manó (Pápa, 1862. április 24. – Budapest, 1946. június 27.) matematikus, egyetemi tanár, a Magyar Tudományos Akadémia tagja. Az ELTE Bölcsészettudományi Kar egykori dékánja.

## Életpályája
Eredeti családneve Beck. Beck Lipót pékmester és Herzog Fanni gyermeke, Beke József hídépítő mérnök bátyja. Tanulmányait Pápán a gimnáziumban kezdte, majd a fővárosi Állami Főreálgimnáziumban fejezte be. A Budapesti Tudományegyetemen 1883-ban matematika–fizika szakos tanári oklevelet szerzett. Végzése évétől, 1883–1895 között első munkahelyeként matematikatanárként működött egykori alma materében, az V. kerületi Állami Főreáliskolában. 1892–1893-ban ösztöndíjjal Göttingenbe került az egyetemre, ahol egyebek közt a kor legkiválóbb matematikusa, Felix Christian Klein professzor volt a tanára. 1884-ben bölcsészdoktori oklevelet szerzett. 1895 és 1900 között az egyetemi tanárképző intézet gyakorló főgimnáziumának rendes tanára volt, s párhuzamosan pedig az első leánygimnázium matematikatanáraként is működött. 1896-ban magántanári, 1900-ban egyetemi tanári kinevezést kapott. 1896-tól a Budapesti Tudományegyetem magántanára, 1900-tól 1922-ig nyilvános rendes tanára volt, s közben 1911-ben kinevezték a bölcsészeti kar dékánjának. A Tanácsköztársaság idején sem vonult vissza, az egyetemi pedagógiai munkát nem kívánta átengedni az új hatalomnak. A Tanács-kormány kinevezésével folytatta azt, több más egyetemi tanár kollégájával egyetemben, sőt a működés zavartalanságának biztosítása érdekében jóhiszeműen az egyetem vezetésében is részt vállalt. A Tanácsköztársaság alatti magatartása miatt elmozdították állásából, megfosztották akadémiai levelező tagságától, majd 1922-ben nyugdíjazták. 1945 után visszanyerte akadémiai levelező tagságát. Matematikai, tanügyi, pedagógiai és természettudományi értekezéseket és tankönyveket írt. A nők közép- és felsőfokú tanulmányainak egyik előharcosa volt. Az idősödő pedagógus vallomása, munkásságának kitűnő összefoglalója is egyben: Egész életem csupa boldogság, mert taníthattam szóval és írásban, matematikai értekezéseket és tudományos kézikönyveket írhattam, részt vehettem a legtöbb kulturális alkotásban, lexikon szerkesztésekben, és más munkákban, nem törődve semmi mással, mint a tudománnyal és a tanítással. Abban hittem, hogy nem magamért, hanem másokért, a jövőért dolgozom... 1945 és 1990 közötti szocialista korszak idején munkásságából leginkább a tanácskormányzást követő meghurcoltatására fókuszáltak, tudományos és pedagógiai munkássága másodlagossá lett.

## Kutatási területe
- Algebrával, differenciálegyenletekkel és a Bolyai-féle geometriával foglalkozott.

## Akadémiai tagsága
- 1914–1920 levelező tag
- 1920: kizárás
- 1945: tagságának helyreállítása

## Emlékezete
- A Bolyai János Matematikai Társulat 1951 óta évente Beke Manó-emlékdíjjal jutalmazza a matematika legjobb népszerűsítőit.

## Főbb művei
- A Taylor-sor maradék tagja (Budapest, 1903)
- Egy középérték (Mathematikai és Physikai Lapok, 1903)
- A linear differenciálegyenlet alapegyenletéről. (Mathematikai és Physikai Lapok, 1905)
- A függvény elméletéhez (Mathematikai és Physikai Lapok, 1906)
- A Cauchy-féle integráltételek. (Mathematikai és Physikai Lapok, 1906)
- Bevezetés a felsőbb mennyiségtanba (Budapest, 1907)
- A kapcsolástanhoz (Mathematikai és Physikai Lapok, 1907)
- A körtanhoz (Mathematikai és Physikai Lapok, 1907)
- Bevezetés a differenciál- és integrálszámításba (Budapest, 1908, 2. kiadás: 1920, 3. átdolgozott kiadás: 1965, 4. kiadás: 1967)
- Differenciál- és integrálszámítás I-II. (Budapest, 1910-16)
- Determinánsok (Term. és Techn. 1915)
- Determinánsok (Budapest, 1925)
- Analytikai geometria (Budapest, 1926)
- A véletlen a természettudományokban (Budapest, 1927)
- Über mathematische Begabung (Leipzig, 1933)
- Adalék a térbeli görbék elméletéhez. (Budapest, 1938)
- Transzverzális és ortogonális (Budapest, 1938)
- Egy differenciális függvényegyenlet (Budapest, 1941)